# Carola Gruber

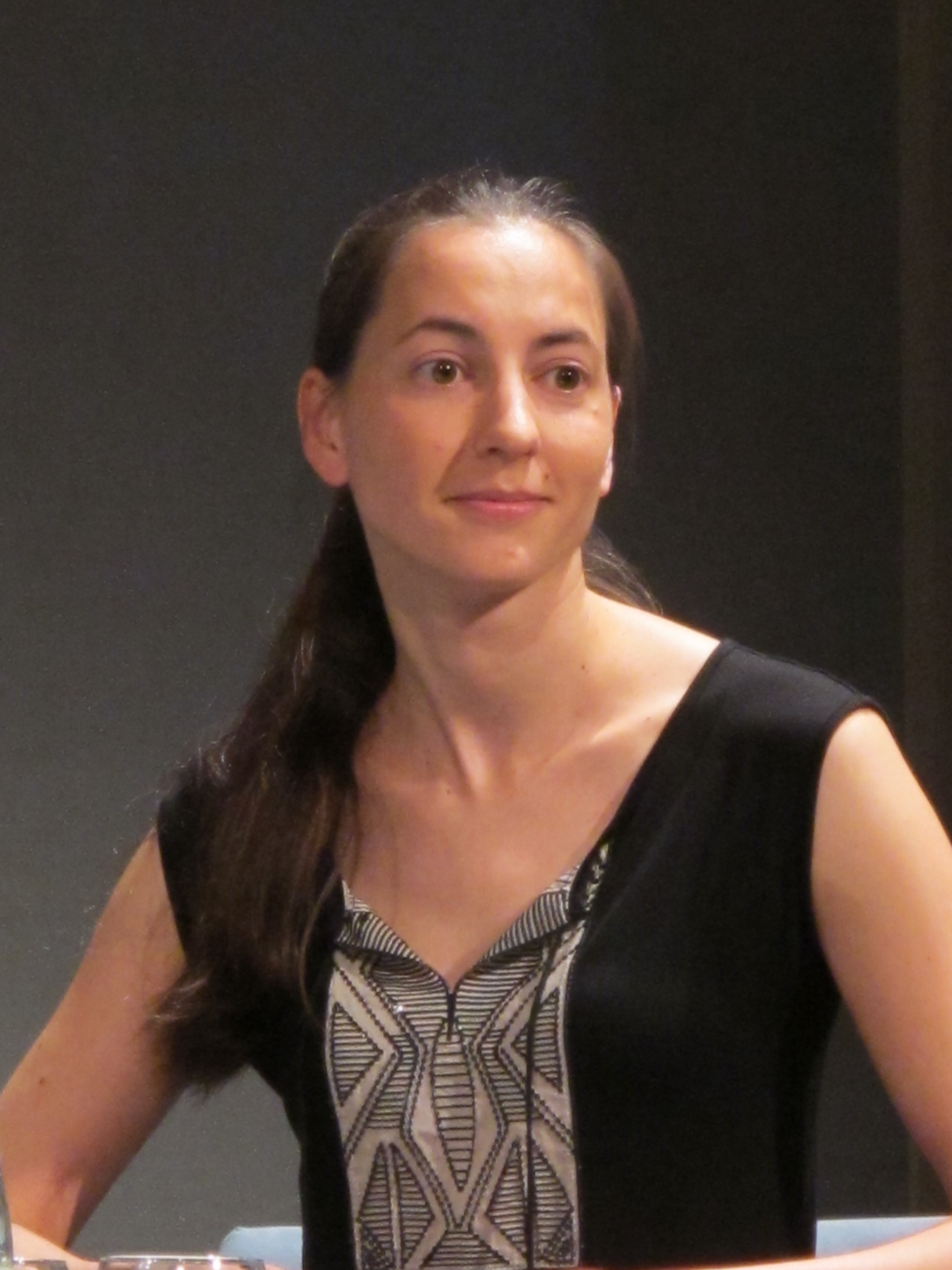
Carola Gruber (2016)

Carola Gruber (* 1983 in Bonn) ist eine deutsche Autorin.

## Leben
Carola Gruber studierte in Hildesheim, Berlin und Montreal Kreatives Schreiben und Kulturjournalismus sowie Komparatistik und promovierte in Literaturwissenschaft an der Ludwig-Maximilians-Universität München. Sie erhielt mehrere Preise zur Förderung junger Autoren und war Finalistin beim Floriana Literaturpreis. Neben ihren Einzelpublikationen veröffentlichte sie in diversen Literaturzeitschriften, darunter Am Erker, Außer.dem, lit und poet. Sie lebt in München, wo sie auch Kurse zum kreativen Schreiben leitet.

## Einzelpublikationen
- Alles an seinem Platz, Poetenladen Verlag, Leipzig 2008
- Stoffelhoppels Untergang, Edition Ranis, Ranis 2012
- Ereignisse in aller Kürze. Narratologische Untersuchungen zur Ereignishaftigkeit in Kürzestprosa von Thomas Bernhard, Ror Wolf und Helmut Heißenbüttel, Transcript Verlag, Bielefeld 2013

## Preise und Ehrungen
- 2011/2012 Stadtschreiberin von Ranis
- 2012 Schwazer Stadtschreiberin
- 2015 Stadtschreiberin in Rottweil[3]
- 2016 Literaturstipendium des Freistaates Bayern für das Romanprojekt Alles über Zebras
- 2018 Würth-Literaturpreis für den Text Schon gut
- 2018 Literaturpreis Prenzlauer Berg (3. Platz) für den Text Sportsfreundin
- 2018 erostepost-Literaturpreis
- 2021 writer in residence (Stadtschreiberin) in Gelsenkirchen